# Mulberry Harbour

Un semicingolato sul pontile del porto Mulberry 'A' al largo di Omaha Beach il 16 giugno 1944

Il Mulberry Harbour (Porto Mulberry) era un tipo di porto temporaneo artificiale sviluppato nella Seconda guerra mondiale per essere utilizzato dopo gli sbarchi del D-Day. Ne furono costruiti due: uno davanti a Omaha Beach, chiamato Mulberry A, per rifornire le truppe statunitensi e il secondo al largo di Gold Beach ad Arromanches-les-Bains, chiamato Mulberry B, per rifornire le truppe britanniche e canadesi.

## Storia progettuale
Non è ben chiaro chi per primo abbia avuto l'idea di utilizzare pontili mobili per lo sbarco di uomini e mezzi direttamente da navi alla fonda, ma molti pensano sia stato il Vice Ammiraglio John Hughes-Hallett. A una riunione nel 1942, dopo il raid su Dieppe, dichiarò che, se non era possibile catturare un porto, allora si sarebbe potuto trasportarlo attraverso la Manica. Sebbene in un primo momento questa proposta venisse accolta con derisione, l'idea dei Mulberry Harbours iniziò a prendere forma quando Hughes-Hallett diventò il Capo Navale dello staff che stava organizzando l'operazione Overlord.
Sviluppato da un team del quale facevano parte lo scienziato irlandese John Desmond Bernal e l'ingegnere inglese Bruce White, costituito per ordine di Winston Churchill, il progetto del porto mobile Mulberry era costituito da una "testa" denominata "Spud", costituita da una piattaforma ancorata al fondale marino per mezzo di quattro lunghe gambe, al quale poteva attraccare il naviglio da trasporto; la piattaforma era libera di oscillare in altezza, in modo da assecondare il moto ondoso e la marea. Questa piattaforma era collegata alla terraferma mediante una passerella formata da elementi metallici galleggianti (e dotati di un certo grado di flessibilità) chiamati "Whale", al di sopra della quale avrebbero potuto circolare i veicoli a motore. Al di sotto della giunzione tra un elemento e l'altro della passerella erano posizionati dei pontoni galleggianti "Beetle", fissati al fondale con cime e ancore. Per proteggere il porto prefabbricato dai marosi era prevista la realizzazione di una barriera frangiflutti grazie a enormi cassoni di cemento ("Phoenix") o imbarcazioni ("Gooseberry"), trasportate attraverso la Manica e affondate nei pressi della spiaggia. Appena prima dell'installazione del porto prefabbricato Mulberry, gli alleati fecero affondare numerose vecchie navi da guerra o da commercio in modo da formare una prima barriera contro le onde per un totale di 7 chilometri di frangiflutti costituiti da queste navi. Inoltre, ci si accorse che le strutture superiori delle navi potevano fungere da centro amministrativo, pronto soccorso, zona di riparazione, zona alloggio per gli equipaggi delle chiatte d'assalto.
L'operatività di due porti Mulberry, costruiti nei mesi precedenti in Inghilterra, venne attuata già il 9 giugno, appena tre giorni dopo il D-Day; il Mulberry 'A', venne utilizzato dagli americani a Omaha Beach, mentre il Mulberry 'B' fu gestito dagli inglesi ad Arromanches-les-Bains. La notte tra il 19 e il 20 giugno una violenta tempesta distrusse il porto americano, lasciando intatto solo quello britannico. Nei 100 giorni successivi al D-Day, questo porto, che divenne conosciuto anche con il nome di Port Winston, fu utilizzato per far sbarcare oltre 2,5 milioni di uomini, 500.000 veicoli, e 4 milioni di tonnellate di rifornimenti, facendo così transitare gran parte dei rinforzi necessari per l'avanzata in Francia.
Da un punto di vista tecnico un porto Mulberry veniva costruito con 600.000 tonnellate di calcestruzzo, era suddiviso in 33 moli, e aveva 16 km di carreggiata galleggiante per lo sbarco di uomini e mezzi sulla spiaggia. I cassoni che furono poi affondati per farne dei frangiflutti durante la costruzione, vennero trainati attraverso la Manica a sole 5 miglia orarie. Mentre il porto a Omaha si distrusse piuttosto rapidamente, Port Winston fu utilizzato intensamente per 8 mesi, nonostante fosse stato progettato per durare solo 3 mesi.
Sezioni della passerella metallica vennero successivamente utilizzate in Francia, Belgio e Paesi Bassi per ricostruire alcuni ponti distrutti dai bombardamenti alleati o dai tedeschi in ritirata; alcuni di essi sono in uso ancora oggi, come quello sul fiume Mosa a Vacherauville, quello sulla Mosella lungo la strada D56 tra Cattenom e Kœnigsmacker e a Vierville-sur-Mer nel Calvados lungo la D517.
Port Winston viene comunemente indicato come uno dei migliori esempi di ingegneria militare. I suoi resti sono ancora visibili oggi dalle spiagge di Arromanches.